# Rodney Stark
Rodney Stark (Jamestown, Észak-Dakota, 1934. július 8. – Woodway, 2022. július 21.) amerikai vallásszociológus. Tanulmányait a Berkeley egyetemen végezte, majd a Washingtoni egyetemen volt a szociológia professzora, 2004-ben a Texas állambeli Baylor egyetemen lett a társadalomtudományok professzora. Nevéhez fűződik a racionális döntéselmélet alkalmazása a valláselméletben.

## Legfőbb elmélete
Stark a szekularizációs elmélet kritikusaként nem arra tette a hangsúlyt, hogy a különböző kulturális régiókban nem mutatható ki egyértelmű összefüggés a modernizáció és a vallásosság között, s nem az egyének vallásosságának alakulását tekintette a vallásvizsgálat legfőbb kiindulási pontjának, hanem az ún. „supply side” megközelítés alapján, a kínálati oldalra helyezte a hangsúlyt. Legfőbb tézise szerint a vallási sokféleség, melyet az állam vallási semlegessége garantál, kínálati versenyhelyzetbe hozza a vallási közösségeket, s amelyek képesek monopóliumra törekedni, azok eredményesek lesznek. Példaként említi többek között a Római Birodalmat az első századokban, ahol a vallási pluralizmus tette lehetővé a kereszténység gyors terjedését, és még számos más világvallásból is vesz példákat.

## Művei

### Könyvek
- The Future of Religion: Secularization, Revival, and Cult formation (1985), William Sims Bainbridgeel közösen
- The Churching of America 1776–1992: Winners and Losers in Our Religious Economy (1992), with Roger Finke; 2nd edition under name The Churching of America 1776–2005: Winners and Losers in Our Religious Economy (2005)
- The Rise of Christianity: A Sociologist Reconsiders History (1996)
- Acts of Faith: Explaining the Human Side of Religion (2000), Roger Finkevel közösen
- One True God: Historical Consequence of Monotheism ISBN 978-0-691-11500-9 (2001)
- For the Glory of God: How Monotheism Led to Reformations, Science, Witch-Hunts, and the End of Slavery (2003)
- Exploring the Religious Life ISBN 0-8018-7844-6 (2004)
- The Victory of Reason: How Christianity Led to Freedom, Capitalism, and Western Success ISBN 0-8129-7233-3 (2005)
- The Rise of Mormonism (2005)
- Cities of God: The Real Story of How Christianity Became an Urban Movement and Conquered Rome (2006)
- Discovering God: A New Look at the Origins of the Great Religions ISBN 978-0-06-117389-9 (2007)

### Művei a FSZEK-ben
- Doing sociology: a global perspective, 1999 [Elektronikus dokumentum]
- Acts of faith: explaining the human side of religion, 2000
- The rise of Christianity: a sociologist reconsiders history, 1996
- A theory of religion, 1996
- Doing sociology: a global perspective, 1999
- The future of religion: secularization, revival and cult formation, 1985
- Religion, deviance, and social control, 1996
- The rise of Christianity : how the obscure, marginal Jesus movementbecame the dominant religious force in the Western world in a few centuries, 1997